# Phymastichus xylebori
Phymastichus xylebori is een vliesvleugelig insect uit de familie Eulophidae. De wetenschappelijke naam is voor het eerst geldig gepubliceerd in 1995 door LaSalle.